# Raroia
Raroia è un atollo appartenente all'arcipelago delle Isole Tuamotu nella Polinesia francese.

## Storia
Una collisione con la barriera corallina dell'atollo pose fine alla spedizione Kon-Tiki, condotta su una zattera dall'esploratore norvegese Thor Heyerdahl e altri cinque uomini di equipaggio nel 1947 per dimostrare che la colonizzazione della Polinesia poteva essere avvenuta, in epoca precolombiana, da popolazioni del Sud America.
L'insediamento principale è Garumaoa.